# Edificio del Banco de Vizcaya
El edificio del Banco Vizcaya es un edificio sito en el número 45 de la calle Alcalá de Madrid. El arquitecto bilbaíno Manuel Ignacio Galíndez Zabala recibió el encargo del Banco de Vizcaya para su nueva sede en Madrid. Fue proyectado en 1930 y construido entre 1931 y 1933. En la actualidad alberga el área de Economía y Hacienda y de Participación Ciudadana del Ayuntamiento de Madrid.

## Historia
El Banco de Vizcaya abrió su primera sucursal en Madrid en 1918, mediante la adquisición de la Banca Luis Roy Sobrino. El inmueble fue proyectado en 1930 por el arquitecto bilbaíno Manuel Ignacio Galíndez Zabala y fue construido entre los años 1931 y 1934 por el arquitecto Fernando Arzadún Ibarrarán natural de Bermeo. Simultáneamente a este edificio, el arquitecto proyectaría la nueva sede del banco ubicado en la Plaza Cataluña de Barcelona. 
El solar era ocupado por el Teatro Apolo, que cerró sus puertas el 30 de junio de 1929 tras varios fracasos empresariales. El edificio, adquirido por el Banco de Vizcaya, fue derribado para construir la sede en Madrid de dicha empresa financiera. Posteriormente fue la sede del Banco de Comercio, del grupo Banco BBV (fusión de los bancos de Bilbao y de Vizcaya). Traspasado al Ayuntamiento de Madrid a finales del siglo XX, se instaló el Área de Gobierno de Hacienda y Administración Pública. El edificio fue vendido en 2004 por el consistorio por 99,8 millones de euros a Sacyr, en una operación de venta para alquilar, y fue recomprado de nuevo en 2016 por 104 millones de euros con el fin de ahorrar en el alquiler anual tasado en 6,75 millones.

## Características

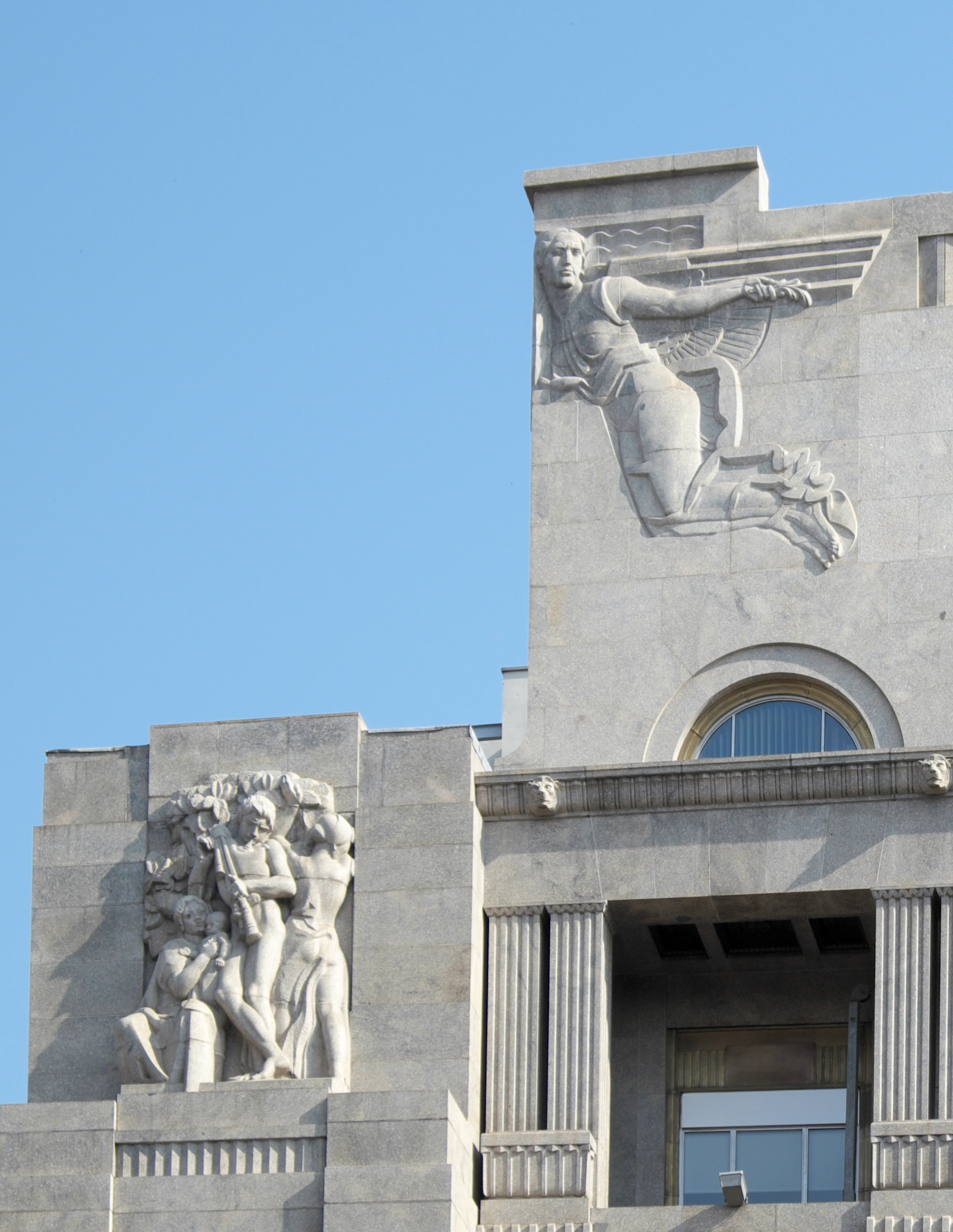
Relieves en la parte superior del edificio.

El arquitecto, deseoso de armonizar con los edificios colindantes, la iglesia barroca de San José y el Banco Urquijo (ahora sede de la CNMC), conservó la línea de coronación de estos. El edificio está decorado con arcos de medio punto y pilastras gigantes de la fachada. El edificio está decorado en estilo art déco destacando los relieves de figuras aladas que adornan los ángulos superiores de la fachada, realizados por el escultor valenciano José Capuz y el castellonense Juan Adsuara. Entre ellas, el frente liso acogía de lado a lado el nombre del banco. En la construcción del edificio se utilizaron materiales como granito pulido, paneles de bronce en las ventanas y mármol negro en la entrada.
Costó cinco millones de pesetas sin contar el solar. La planta, sótanos y entresuelo, estaban dedicados a los servicios del banco. El resto estaba dedicado a oficinas comerciales de alquiler. Todas las plantas se organizan en torno al patio de operaciones, a semejanza de lo que haría Antonio Palacios en el Edificio del Banco Mercantil e Industrial.
Tras la declaración del Paseo del Prado y el Buen Retiro, paisaje de las artes y las ciencias, el 25 de julio de 2021, como patrimonio de la Humanidad, el edificio del Banco de Vizcaya está situado en el límite del paisaje de la luz.